# Curtis Stevens (Bobfahrer)
Curtis Palmer Stevens (* 1. Juni 1898 in Lake Placid, New York; † 15. November 1979 in Saranac Lake, New York) war ein US-amerikanischer Bobfahrer und Olympiasieger.
Stevens studierte am Rensselaer Polytechnic Institute in Troy. Er führte das familieneigene Hotel in Lake Placid und betrieb dort auch ein Benzin- und Heizölgeschäft. Stevens war ein ausgezeichneter Motorbootfahrer und siegte in zahlreichen Rennen, unter anderem 1929 bei einer internationalen Regatta in Kuba. Er nahm an den Olympischen Winterspielen 1932 in seinem Heimatort teil und gewann zusammen mit seinem Bruder Hubert Stevens die Goldmedaille im Zweierbob. Ein weiterer Bruder, Paul Stevens, wurde Zweiter im Viererbob.